# Политички комесар
Политички комесар је особа задужена за морал и „правилно“ политичко усмерење војника у једној војној јединици. Он није официр иако је обавезно присутан на сваком састанку Штаба јединице.
Политички комесари су се први пут појавили током Француске револуције (1789–99), бранећи је од антиреволуционарних мисли и акција и тако је осигурала републиканску победу.
Пред почетак инвазије на Совјетски Савез, Хитлер је издао „Комесарско наређење“, по коме се од немачких трупа захтевало да политичке комесаре не третирају као ратне заробљенике, већ да их на лицу места убијају. Комесарско наређење је укинуто годину дана касније, 6. маја 1942, јер је било контрапродуктивно за Немце. Кад се за ово наређење сазнало у Црвеној армији, ефекат је био такав да је предаја одлагана и борбе настављане чак и у безизлазним ситуацијама.
Пандан политичког комесара у радним организацијама су били персоналци.

## Историјат
Политички или војни комесари јављају се први пут у Француској 1792. године, а задатак им је био да учврсте војну организацију и да је обезбеде од припадника свргнутог режима. Ону су имали велика овлашћења, чак и да смене или ухапсе команданта уколико се нису придржавали одговарајућих прописа. Комесари се јављају и у току Париске комуне 1871. године.
Априла 1918. године, на иницијативу Владимира Илича Лењина, установљена је функција војних комесара у Црвеној армији. Поред политичко-васпитног рада и одржавања веза са народом војни комесари су контролисали рад војних стручњака, преузетих од царске војске. Оцењујући улогу војних комесара у Црвеној армији, Лењин је рекао: „Без војних комесара не бисмо имали Црвену армију“. После учвршћивања совјетске власти, 1925. године укинута је функција војних комесара, а њихову улогу су преузели заменици команданата за политички рад. Непосредно пред Други светски рат, 10. маја 1939. године, у јединицама Црвене армије поново су уведени војни комесари почев од батаљона па навише. По завршетку совјетско-финског рата, 12. августа 1941. године, Јосиф Стаљин је укинуо институцију војних комесара, али их је после напада Немачке на Совјетски Савез, Врховни савет СССР-а, 16. јула 1941. године, поново увео. Када је Црвена армија средила и учврстила своје редове, функција војних комесара је поново укинута 9. октобра 1942. године.
Комесари су постојали и у Мађарској Црвеној армији у време социјалистичке револуције 1919. године, у развоју кинеске револуције, као и у Шпанској републиканској армији. У току Другог светског рата функције комесара уведене су у јединицама НОВ Југославије и НОВ Албаније, у бугарским и италијанским партизанским јединицама, а касније у Грчкој, Кореји и Алжиру.

### Политички комесари у НОВЈ
Одлука о увођењу функције политичких комесара у штабовима партизанских јединица донесена је, када и одлука о подизању устанка, 4. јула 1941. године.
У Билтену Главног штаба Народноослободилачких партизанских одреда Југославије од 10. августа 1941. године, под тачком 15. каже се да је потребно „да се штабови и командири партизанских одреда побрину за проверене и добре командире и политичке комесаре који треба да стану на чело тих побуњених маса, да штабови и комесари морају будно пратити да непријатељ не убаци у партизанске одреде своје провокаторе и шпијуне“.
На саветовању у Столицама, септембра 1941. године утврђена је структура и организација Главних штабова, Штабова партизанских одреда и нижих команди. Функција политичких комесара тада је уведена као обавезна од Главног штаба до Штаба одреда, батаљона и чете. Увођењем функције политичких комесара у организацији Штабова, у извесном смислу је прихваћено колективно руководство, тако да су штабови били састављени углавном од четири лица: команданта, политичког комесара, заменика команданта и помоћника политичког комесара.
Политички комесари и њихови помоћници све до 24. априла 1944. године нису имали официрске чинове. Тада је Врховни штаб НОВ и ПОЈ донео Уредбу о звањима политичких комесара и њихових помоћника, који су добили одговарајуће рангове равне чиновима команданата и њихових заменика.
Функција политичких комесара задржана је у организацији Југословенске армије и после завршетака Другог светског рата, све до 1. јуна 1953. године, када је укинута наредбом Врховног команданта ЈНА маршала Јосипа Броза Тита.
|                | Политички комесари НОВ и ПОЈ 1943–1944                | Политички комесари НОВ и ПОЈ 1943–1944 | Политички комесари НОВ и ПОЈ 1943–1944 | Политички комесари НОВ и ПОЈ 1943–1944 | Политички комесари НОВ и ПОЈ 1943–1944 | Политички комесари НОВ и ПОЈ 1943–1944 | Политички комесари НОВ и ПОЈ 1943–1944 | Политички комесари НОВ и ПОЈ 1943–1944 | Политички комесари НОВ и ПОЈ 1943–1944 | Политички комесари НОВ и ПОЈ 1943–1944 |
| -------------- | ----------------------------------------------------- | -------------------------------------- | -------------------------------------- | -------------------------------------- | -------------------------------------- | -------------------------------------- | -------------------------------------- | -------------------------------------- | -------------------------------------- | -------------------------------------- |
| Рукавна ознака |                                                       |                                        |                                        |                                        |                                        |                                        |                                        |                                        |                                        |                                        |
| Назив звања    | Политички комесар армије, морнарице и ваздухопловства | Политички комесар армијске групе       | Политички комесар армије               | Политички комесар корпуса              | Политички комесар дивизије             | Политички комесар бригаде              | Политички комесар батаљона             | Политички комесар чете                 | Политички делегат вода                 |                                        |
| Војни чин      | Генерал-пуковник                                      | Генерал-лајтнант                       | Генерал-мајор                          | Пуковник                               | Потпуковник                            | Мајор                                  | Капетан                                | Поручник                               | Заставник                              |                                        |